# Província ultramarina de Cap Verd

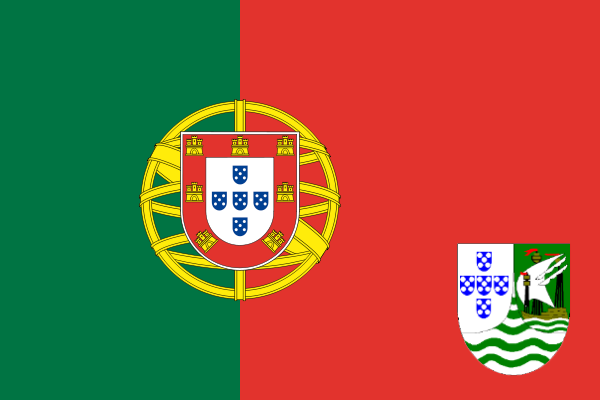
Bandera proposada, però mai aprovada per la Província Ultramarina de Cap Verd.

La província ultramarina de Cap Verd va ser una colònia de l'Imperi Portuguès estaberta l'any de 1462, establint un model administratiu similar amb capitanies al de la resta dels seus arxipèlags atlàntics com Madeira i Porto Santo, fins a la independència de Cap Verd el 5 de juliol de 1975. Abans de l'arribada dels portuguesos, Cap Verd estava deshabitat.
En 1476 les illes de Cap Verd van ser ocupades per forces de la Corona de Castella durant la Guerra de Successió de Castella, i arran del Tractat d'Alcaçovas de 1479 fou restablert el domini portuguès a les illes.
En el període anterior i durant la Guerra Colonial Portuguesa, els combatents de la guerra d'independència de la Guinea Portuguesa moltes vegades lligaven l'alliberament de Guinea Bissau amb el de Cap Verd, com esdevingué en 1956, quan Amílcar i Luís Cabral fundaren el Partit Africà per la Independència de Guinea i Cap Verd. No obstant, no hi hagué conflicte armat a Cap Verd i la independència del país fou resultat de les negociacions fetes amb Portugal en 1975, després que la revolució dels clavells acabés amb l'Estado Novo.